# Daniel Chocron
 (février 2025).
Si vous disposez d'ouvrages ou d'articles de référence ou si vous connaissez des sites web de qualité traitant du thème abordé ici, merci de compléter l'article en donnant les références utiles à sa vérifiabilité et en les liant à la section « Notes et références ».
Daniel Chocron est un historien français, spécialiste de l'histoire du cinéma, né le 1er septembre 1959.

## Biographie
Après des études de droit à Tolbiac et d'histoire de l'art à la Sorbonne, il est diplômé du Conservatoire libre du cinéma français en 1984 et formé à la théorie et à l'analyse de l'histoire du cinéma dans le cadre de la fédération des ciné-clubs, de 1982 à 1988. 
Il est historien du cinéma, formateur et conférencier. Il a été rédacteur en chef de la société de production et de distribution L'autre film, aux côtés du réalisateur Serge Gauthier-Pavlov (France 3, Canal+). En 2001, il rencontre le musicologue et pianiste Pascal Pistone, avec lequel il crée la péniche spectacle Le vaisseau fantôme, active entre 2001 et 2007. 
Il a animé des débats et des conférences au Salon d'automne, ainsi qu'au Salon du livre de l'Inde, depuis 2011. Il est par ailleurs essayiste et a publié des études sur plusieurs artistes, dont Kenji Mizoguchi, Jacques Prévert, Franz Kafka, Alice Guy et Musidora (1889-1957).

## Spectacles
- À Saint-Germain-des-Prés (1944-1960)
- Que c'est beau la vie (à propos de Jean Ferrat)
- Passion Reggiani (à propos de Serge Reggiani)
- Un funambule au bord de l'abîme (à propos de Boris Vian)
- La naissance du cinéma
- Paris en scène (une histoire de Paris en chansons)
- Les mots à la bouche (à propos de Jacques Prévert)

## Publications
- Toute l'histoire du cinéma, Vanves, Qidesign Livre, 2011.
- Histoire du socialisme, Vanves, Agora éditions, 2012.
- « Musique et cinéma : de l'improvisation musicale dans les salles aux scenarii à l'écran » in Piano ma non solo: l'art de l'accompagnement de Jean-Pierre Thiollet, ouvrage comportant des témoignages de Jean-Marie Adrien, Mourad Amirkhanian, Florence Delaage, Caroline Dumas, Virginie Garandeau, Jean-Luc Kandyoti, Frédérique Lagarde et Genc Tukiçi, Anagramme éditions, 2012.  (ISBN 978-2-35035-333-3)
- Alice Guy: pionnière du cinéma, Paris, le Jardin d'essai, 2013.
- Jacques Prévert : les mots à la bouche, Editions du Jasmin, 2014.
- Kenji Mizoguchi : pour l'amour des femmes, Paris, La Lucarne des écrivains, 2016.
- À Prague, sur les traces de Kafka, photographies de Marinette Delanné, textes de Marinette Delanné et Daniel Chocron, Paris, La Lucarne des écrivains, 2018.
- Moi, Musidora, reine du cinéma, par Fontaine de La Mare, Daniel Chocron et Musidora, La Lucarne des écrivains, 2019.